# David Copperfield (illusionista)
David Copperfield, pseudonimo di David Seth Kotkin (Metuchen, 16 settembre 1956), è un illusionista statunitense.

## Biografia
Nato nel New Jersey in una famiglia ebraica di discendenze ucraine da parte di padre, ebbe fin da piccolo la passione per la magia e già a 12 anni (1968) si esibiva in numerosi spettacoli con il nome d'arte di Davino the boy magician. A 16 anni (1972) tenne un corso di magia alla New York University e a 19 (1975) si esibì per diversi mesi nell'Hotel Pagoda di Honolulu, nelle isole Hawaii. Ha scelto il suo nome d'arte "David Copperfield" nel 1974 prendendo spunto dall'omonimo romanzo di Charles Dickens datato 1850.
Copperfield ha avuto successo sia nella prima parte della sua carriera (quando si esibiva con il repertorio classico del prestigiatore) sia nella seconda parte (quando ha iniziato a proporre illusioni su grande scala), perché ha dato un'immagine nuova, più dinamica e moderna, della magia. È famoso per le sue sparizioni e illusioni che hanno cambiato totalmente il concetto di magia. Attualmente (ma ancor di più negli anni novanta) ha molto spazio nella televisione americana e i suoi numerosissimi programmi non si limitano ai giochi di prestigio ma spaziano anche in altri settori dello spettacolo (ad esempio varietà, recitazione, danza).
Nel marzo 1982 Copperfield ha fondato il Project Magic, un programma di ausilio per i bambini convalescenti (a cui insegna facili giochi di prestigio) negli ospedali, nato per aiutarli nella riabilitazione psicomotoria e per una più rapida guarigione.
Nel 1993 Copperfield ha incontrato per la prima volta la top-model Claudia Schiffer ad un galà di Berlino riservato alle celebrità e nel gennaio 1994 essi hanno ufficializzato il loro fidanzamento, durato quasi sei anni, fino al settembre 1999. In questo periodo, la Schiffer ha più volte partecipato agli spettacoli di Copperfield come ospite speciale e assistente, in particolare nell'illusione Flying e in quella della donna segata in due. Claudia Schiffer compare anche nel documentario David Copperfield: 15 Years of Magic (12 maggio 1994), svolgendo il ruolo dell'intervistatrice.
Nel luglio 2000 è stato insignito del titolo di "Illusionista del Millennio" dalla presidenza del 21º congresso mondiale della Federazione Internazionale delle Società Magiche (FISM), in una cerimonia che si è svolta a Lisbona, ed è universalmente considerato l'erede del grande Harry Houdini. La celebre rivista Forbes ha stimato i guadagni di David Copperfield in 57 milioni di dollari nel 2004 (piazzandosi così al 35º posto fra le celebrità che hanno guadagnato di più in quell'anno).
Il 22 aprile 2006 Copperfield è stato assalito da un gruppo di adolescenti mentre passeggiava a West Palm Beach, in Florida, insieme a due assistenti. I collaboratori hanno consegnato ai rapinatori 500 dollari, i loro orologi, i biglietti aerei e i passaporti, mentre Copperfield, sfruttando la sua destrezza, ha mostrato le sue tasche facendole sembrare vuote, ma in realtà aveva con sé denaro e il cellulare. Quando i rapinatori sono fuggiti, Copperfield ha memorizzato il numero di targa e li ha fatti arrestare. Nell'agosto 2006 Copperfield ha acquistato alle Bahamas una catena di 11 isole, ridenominandole "Musha Cay and the Islands of Copperfield Bay", convinto che al suo interno si trovi una vera e propria fontana della giovinezza.
Il 17 dicembre 2008, durante uno spettacolo a Las Vegas, si è verificato un incidente sul palco: il numero d'illusionismo consisteva nel camminare tra le lame rotanti di un ventilatore industriale alto circa tre metri e mezzo; poco prima dell'esibizione un suo assistente è stato accidentalmente catturato dalle lame in movimento e ferito al braccio e al volto. Lo spettacolo è stato immediatamente sospeso e David Copperfield si è scusato con gli spettatori aggiungendo che avrebbero potuto chiedere il rimborso del biglietto. Nel febbraio 2010 Copperfield è diventato padre: la modella francese Chloe Gosselin, sua fidanzata dal 2006, ha avuto una figlia, chiamata Sky, ma la notizia è stata resa pubblica solo nell'agosto 2011.

## Gli speciali televisivi
Il suo debutto ufficiale in televisione risale al 7 settembre 1977, sulla rete statunitense ABC, come illusionista conduttore di uno speciale intitolato "The Magic of ABC". Il successo di tale programma ha convinto il produttore Joseph Cates a realizzare per la rete CBS una serie annuale di speciali, intitolati "The Magic of David Copperfield".
Da allora fino al 2001 Copperfield ha eseguito oltre 150 numeri differenti, coprendo praticamente tutti i generi dell'illusionismo. Dal 1978 sulla CBS sono andati in onda 17 speciali e 2 documentari riassuntivi.
Nel complesso gli speciali realizzati sono quindi 20:
1. The Magic of ABC (7 settembre 1977)
2. The Magic of David Copperfield (27 ottobre 1978)
3. The Magic of David Copperfield II (24 ottobre 1979)
4. The Magic of David Copperfield III: Levitating Ferrari (25 settembre 1980)
5. The Magic of David Copperfield IV: The Vanishing Airplane (26 ottobre 1981)
6. The Magic of David Copperfield V: The Statue of Liberty Disappears (8 aprile 1983)
7. The Magic of David Copperfield VI: Floating Over the Grand Canyon (6 aprile 1984)
8. The Magic of David Copperfield VII: Familiares (8 marzo 1985)
9. The Magic of David Copperfield VIII: Walking Through the Great Wall of China (14 marzo 1986)
10. The Magic of David Copperfield IX: The Escape from Alcatraz (13 marzo 1987)
11. The Magic of David Copperfield 10: The Bermuda Triangle (12 marzo 1988)
12. The Magic of David Copperfield XI: The Explosive Encounter (3 marzo 1989)
13. The Magic of David Copperfield XII: The Niagara Falls Challenge (30 marzo 1990)
14. The Magic of David Copperfield XIII: Mystery on the Orient Express (9 aprile 1991)
15. The Magic of David Copperfield XIV: F·L·Y·I·N·G - Live the Dream (31 marzo 1992)
16. The Magic of David Copperfield XV: Fires of Passion (30 marzo 1993)
17. David Copperfield: 15 Years of Magic (12 maggio 1994)
18. The Magic of David Copperfield XVI: Unexplained Forces (1º maggio 1995)
19. David Copperfield: the great escapes (26 aprile 2000)
20. Copperfield: Tornado of Fire (3 aprile 2001)

Quest'ultimo speciale è stato realizzato in due versioni che differiscono nella durata: quella trasmessa solo negli USA dura 60 minuti, quella realizzata per la sola trasmissione all'estero dura 90 minuti.

### Distribuzione home video
Il documentario David Copperfield: 15 Years of Magic è l'unico speciale che sia stato ufficialmente distribuito in home video, sia in VHS che in DVD-Video. Si tratta di una "Special Collector's Edition" pubblicata per la prima volta nel 2000 e inizialmente reperibile esclusivamente tramite il sito ufficiale di Copperfield e i teatri statunitensi in cui si esibiva, prima di diventare disponibile anche sui più noti siti di commercio elettronico, quali Amazon.com. Questa edizione presenta però delle differenze rispetto al documentario originario trasmesso il 12 maggio 1994. Alcune di esse sono:
- Il titolo stampato sulla copertina, e che appare anche sullo schermo subito all'inizio della visione, è "DAVID COPPERFIELD - ILLUSION",
- Nelle illusioni Walking Through The Great Wall Of China e Building Implosion qualche brano musicale è stato sostituito con altri brani,
- Sono presenti anche 3 illusioni tratte dallo speciale del 1995: Grandpa's Four Aces, Barclay House e Snow,
- I titoli di coda sono diversi.

Inoltre l'edizione in DVD-Video offre anche alcuni extra, come il doppiaggio nella lingua spagnola e un commento audio opzionale di Copperfield, che accompagna l'intero documentario.

### Trasmissione in Italia
In Italia le illusioni dei vari speciali sono state trasmesse in numerosi programmi, in alcuni casi dedicati e in altri no:
- "I Numeri Uno", programma trasmesso su Rai 1 e condotto da Rossano Brazzi, che ha mostrato alcune illusioni nella puntata "David Copperfield", trasmessa di mattino il 13 ottobre 1982 e replicata in prima serata lo stesso giorno; nella puntata è presente come ospite Tony Binarelli.
- "Il magico David Copperfield": programma dedicato trasmesso su Italia 1, in cui tra il dicembre 1983 e il febbraio 1984 sono stati mostrati integralmente alcuni speciali.
- "Alla ricerca dell'Arca": varietà (non dedicato) trasmesso su Rai 3 tra il 1988 e il 1990 e condotto da Mino Damato, in cui venivano occasionalmente mostrate alcune illusioni di Copperfield.
- "Serata incredibile": programma (non dedicato) trasmesso su Italia 1 nel 1988 e presentato da Gerry Scotti, in cui la visione di vari film di fantascienza era anticipata dalla trasmissione di alcune illusioni di Copperfield.
- "Sei un fenomeno": varietà pomeridiano (non dedicato) trasmesso su Canale 5 nell'estate 1991 e condotto da Paolo Bonolis con la partecipazione saltuaria di Luca Laurenti.
- "Magico David": varietà dedicato trasmesso su Italia 1 nell'estate 1992 e condotto da Moana Pozzi con la partecipazione saltuaria di Gianni Fantoni; le ultime due puntate sono andate in onda solo nel 1994.
- "La Grande Magia di David Copperfield": due antologie dedicate trasmesse su Canale 5 il 18 settembre e il 9 novembre 1994, condotte da Giorgio Mastrota e Natalia Estrada, in occasione della prima tournée di Copperfield stesso in Italia. Le due antologie sono poi state replicate sullo stesso canale il 24 settembre e il 1º ottobre 1995.
- "Buona Domenica": programma trasmesso su Canale 5 che nella puntata del 16 ottobre 1994 ha trasmesso alcune illusioni di Copperfield, ospite in studio. La puntata è presentata da Gerry Scotti e Gabriella Carlucci.
- "David Copperfield - L'uomo impossibile", serie di mini-speciali trasmessi da Italia 1 a ottobre e novembre del 2006, in occasione della seconda e ultima tournée di Copperfield in Italia. Non vanno confusi con il programma omonimo (vedi sotto), che oltretutto ha un logo diverso.
- "David Copperfield - L'uomo impossibile", programma dedicato trasmesso su Italia 1 la sera di Natale del 2006 e consistente nello speciale numero venti nella versione internazionale da 90 minuti; il presentatore originale Carson Daly è sostituito da Marco Berry. Il programma è stato poi replicato sulla stessa rete la sera del Natale del 2007 e del 2012.

## Alcuni dei suoi numeri più famosi
- Floating Ferrari: la levitazione e la sparizione di una Ferrari da 60000 $ (nel 1980),
- Lear Jet Vanish: la sparizione di un Lear Jet di 7 tonnellate (nel 1981),
- Statue Of Liberty Disappears: la sparizione e riapparizione della Statua della Libertà (nel 1983),
- Grand Canyon Levitation: l'illusione in cui Copperfield vola sul Grand Canyon (nel 1984),
- Walking Through The Great Wall Of China: l'attraversamento, dalla parte esterna a quella interna, della Grande muraglia cinese (nel 1986),
- Escape From Alcatraz: la fuga dalla prigione di Alcatraz (nel 1987),
- Death Saw: l'illusione in cui in piena vista viene tagliato in due da una grossa sega elettrica circolare (nel 1988),
- Train Car Vanish: la levitazione e la sparizione del vagone ristorante dell'Orient Express, pesante 70 tonnellate (nel 1991),
- Flying: l'illusione in cui vola liberamente sul palcoscenico per diversi minuti, e anche all'interno di un contenitore di plexiglas (nel 1992),
- Laser: un raggio laser divide Copperfield in due metà, che si staccano l'una dall'altra (nel 2001),
- The Disappearance (o anche Portal): Copperfield si teletrasporta dal palcoscenico alle Hawaii insieme a uno spettatore (nel 2001),
- Thirteen: tredici spettatori spariscono da una piattaforma sollevata al centro del teatro e ricompaiono pochi secondi dopo in un'altra sede del teatro stesso (nel 2001).

Altri trucchi notevoli sono:
- Slow-Mo Duck: un papero (chiamato Webster) scompare da una scatola e poi riappare in un secchio vuoto tenuto da uno spettatore. Un altro spettatore chiede poi a Copperfield di replicare l'illusione al rallentatore (nel 1984 e nel 2001),
- Camera Trick: la sparizione di una telecamera della CBS che, rinchiusa in un contenitore apposito fornito di un'apertura in corrispondenza dell'obiettivo, trasmette immagini del palcoscenico fino a un secondo prima (nel 1990),
- Slicer: divisione di una assistente in ben nove parti (nel 1990),
- Misled: passaggio di una matita attraverso una banconota da 100 dollari chiesta in prestito, lasciando intatta la banconota stessa (nel 1990),
- Walking Through A Mirror: l'attraversamento, da parte a parte, di uno specchio appena esaminato da uno spettatore (nel 1990),
- Brazilian Water Levitation: una assistente vien posta sopra un getto d'acqua verticale, che sembra sorreggerla. La ragazza resta in levitazione anche dopo che il getto viene interrotto (nel 1991),
- Floating Rose: l'illusione in cui fa fluttuare, davanti agli occhi di una spettatrice, un foglietto piegato a forma di rosa, che poi con una fiammata trasforma in una rosa vera, che consegna alla spettatrice stessa (nel 1991),
- Heaven On The Seventh Floor: un (finto) ascensore vuoto e sospeso sul palcoscenico si chiude e alla sua riapertura vi appare dentro Copperfield (nel 1992),
- Interlude: l'illusione in cui una assistente passa attraverso il suo corpo, da dietro a davanti (nel 1992),
- Squeeze Box: Copperfield si sdraia in una scatola costituita da parti scorrevoli e inizia ad avvicinarle una dopo l'altra fino ad avere la testa attaccata quasi direttamente ai piedi (nel 1992),
- Cocoon (o anche Passion's Prison): l'illusione in cui scambia istantaneamente il proprio posto con quello di una assistente posta su un'altra piattaforma (nel 1993),
- Blueprint For Mystery: una assistente posta in un contenitore appoggiato su un tavolo scompare pezzo dopo pezzo, man mano Copperfield ne cancella le relative parti da un disegno che costituisce la parete frontale del contenitore stesso, e dopo la sua riapparizione esce dal contenitore per far spazio all'assistente che appare in esso dopo di lei (nel 1993),
- Floating Table: otto spettatori circondano un tavolo e ci appoggiano sopra le proprie mani, sollevando lentamente le quali fanno levitare il tavolo stesso (nel 1995),
- The Blade: una assistente viene segata in due verticalmente, rimanendo con le metà destra e sinistra del corpo separate (nel 1995),
- Barclay House: Copperfield ha fatto ricostruire sul palcoscenico una camera con le sembianze dell'unica camera scampata all'incendio di una villa, in modo da risvegliare i fantasmi e gli spiriti rimasti nella villa stessa, i quali quindi, in tale ricostruzione, iniziano a manifestare la loro presenza in vari modi, a cominciare dal lancio fuori dalla camera di vari oggetti precedentemente posti al suo interno. Quest'illusione è costituita da differenti fasi, l'ultima delle quali è la riapparizione di 3 spettatori che sono scomparsi dopo essere entrati nella camera e chiusi in essa (nel 1995),
- Snow: Copperfield produce fiocchi di neve con le proprie mani, per poi ringiovanire fino a tornare un bambino, all'epoca in cui osservava la neve fuori dalla finestra. Alla fine la neve arriva a svolazzare nell'intero teatro (nel 1995).

### Numeri eseguiti una sola volta
Oltre ai numeri che Copperfield riesegue spesso durante le sue tournée ci sono anche le "grandi illusioni", che egli ha eseguito una sola volta in tutta la sua carriera:
- Lear Jet Vanish: la sparizione di un Learjet di 7 tonnellate (nel 1981),
- Statue Of Liberty Disappears: la sparizione e riapparizione della Statua della Libertà (nel 1983),
- Grand Canyon Levitation: l'illusione in cui Copperfield vola sul Grand Canyon (nel 1984),
- Walking Through The Great Wall Of China: l'attraversamento, dalla parte esterna a quella interna, della Grande muraglia cinese (nel 1986),
- Escape From Alcatraz: la fuga dalla prigione di Alcatraz (nel 1987),
- Bermuda Triangle: l'entrata e la riemersione dal triangolo delle Bermude (nel 1988),
- Building Implosion: la fuga da una cassaforte situata al'interno di un Hotel che sta per essere demolito sotto cariche esplosive (nel 1989),
- Niagara Falls Challenge: la fuga da un contenitore posto su una zattera galleggiante che nell'arco di un minuto arriverà al bordo delle cascate del Niagara. Copperfield dovrà riuscire a salvarsi tramite un motoscafo agganciato alla zattera stessa prima che essa precipiti nelle cascate (nel 1990),
- Train Car Vanish: la levitazione e la sparizione del vagone ristorante dell'Orient Express, pesante 70 tonnellate (nel 1991),
- Amazon Ritual: la liberazione da una camicia di forza, appeso a testa in giù sopra una piattaforma piena di lance infuocate (nel 1993),
- Tornado Of Fire: una prova di coraggio e resistenza stando al centro di un tornado di fuoco (3 aprile 2001).

### I suoi numeri preferiti
Durante un'intervista rilasciata al Guinness dei primati, Copperfield spiega che sono 3 le illusioni che considera le più riuscite in assoluto: «Sono molto soddisfatto di Flying, specialmente nella versione con il volo in un contenitore di plexiglas. Mi piace anche Death Saw (sega della morte) e il numero della lotteria con l'auto che appare in mezzo al pubblico».

## Spettacoli dal vivo
Copperfield esegue oltre 500 spettacoli all'anno, e spesso porta i suoi show in tournée nel mondo. Questo è l'elenco dei suoi spettacoli fino a oggi:
- The Magic of David Copperfield: Live on Stage (1983–1986)
- The Magic of David Copperfield (1987–1990)
- David Copperfield: Radical New Illusions (1991–1992)
- David Copperfield: Magic for the 90's (1992–1994)
- David Copperfield: Beyond Imagination (o. The Best of David Copperfield) (1995–1996)
- David Copperfield: Dreams and Nightmares (o. Magic is Back) (1996–1998)
- David Copperfield: Journey of a Lifetime (o U!) (1999–2000)
- David Copperfield: Unknown Dimension (o Global Encounter) (2000–2001)
- David Copperfield: Portal (2001–2002)
- David Copperfield: An Intimate Evening Of Grand Illusion (o World of Wonders) (2003–oggi)

## I suoi record
Copperfield detiene ben 11 record da Guinness dei primati (più di qualsiasi altro mago):
1. biglietti venduti da un solo intrattenitore
2. guadagni globali più elevati di un illusionista
3. maggior incasso in una settimana a Broadway
4. pubblico più numeroso in una settimana a Broadway
5. maggior numero di telespettatori per un mago
6. maggior numero di spettacoli in un anno
7. più grande collezione privata di oggetti di illusionismo
8. manifesto di magia più prezioso
9. archivio più grande di un mago
10. guadagni più elevati di un illusionista in un anno
11. illusione più grande messa in scena

## Apparizioni al cinema, in tv e in altri media
- Nel 1980 partecipa al film horror Terror Train interpretando il ruolo di prestigiatore.
- Nel 1989 partecipa al video del singolo Liberian Girl di Michael Jackson.
- Nino Manfredi lo cita in una puntata di Linda e il brigadiere.
- Nel 2002 appare, in un piccolo cameo, nell'episodio Il mio giorno fortunato della serie televisiva Scrubs (puntata numero 9 della seconda stagione).
- Nel 2011 una versione animata di Copperfield compare nella serie televisiva I Simpson, nell'episodio La grande Simpsina (puntata numero 18 della ventiduesima stagione); nella versione originale è lo stesso Copperfield a prestare la voce al proprio personaggio.
- Nel 2011 interpreta se stesso nella serie televisiva I maghi di Waverly, nell'episodio Harperentola (puntata numero 26 della quarta stagione).
- Nel 2013 compare in un cameo nel film L'incredibile Burt Wonderstone, interpretando se stesso.
- Appare, inoltre, come personaggio secondario nella serie televisiva a cartoni animati I Dalton.

## Vita privata
David Copperfield ha avuto una relazione con Claudia Schiffer, durata dal 1994 al 1999. È legato alla modella francese Chloe Gosselin, dal 2006, con la quale ha avuto la sua unica figlia Sky, nata nel 2010.

## Doppiatori italiani
- Claudio De Angelis in Terror Train
- Pierluigi Oddi in La Grande Magia di David Copperfield (prima antologia)
- Lorenzo Scattorin in David Copperfield - L'uomo impossibile
- Roberto Certomà in L'incredibile Burt Wonderstone

Come doppiatore è stato doppiato da:
- Roberto Certomà in I Simpson